# NGC 731
NGC 731 (други обозначения – NGC 757, MCG -2-5-73, PGC 7118) е елиптична галактика (E) в съзвездието Кит.
Этот объект занесён в Нов общ каталог несколько раз, с обозначениями NGC 731, NGC 757.
Обектът присъства в оригиналната редакция на „Нов общ каталог“.